# Курляндське лицарство
Курля́ндське ли́царство (нім. Kurländische Ritterschaft) — у XVI — XIX ст. представники шляхетного стану Курляндії (герцогства Курляндії і Семигалії, Курляндської губернії Російської імперії). Одна із 4 груп колишнього лівонського лицарства, поряд із ліфляндським, естляндським і езельським. Складалася, переважно, з німецьких родин. 1809 року до курляндського лицарства було долучено групу пільтенського лицарства. Також — курля́ндська шля́хта (пол. szlachta kurlandzka), курля́ндське дворя́нство (рос. курляндское дворянство).

## Історія
Лицарі були привілейованою частиною шляхти герцогства. Вони походили від родів середньовічних васалів Лівонського ордену та єпископів. Первісно лицарі були зобов'язані особисто прибувати з військом на запит свого сюзерена, але згодом набули права надсилати замість себе заступника — озброєного кіннотика. У XV—XVI ст. лицарі, що отримували за службу земельні наділи, перетворилися на землевласників, господарів угідь та маєтків у Курляндії та Семигалії. Сам термін «лицар» став синонімом терміну «шляхтич». Лицарі мали своїх представників — лицарських капітанів (Hauptmann), а також власні скарбниці. Після заснування герцогства його лицарі вважали герцога лише «першим серед рівних» й виступали проти будь-яких спроб посилення герцогської влади. З метою знищити конкуренцію угідь та офіційних посад в Курляндії і Семигалії, шляхта створила закриту лицарську корпорацію. Конституція герцогства «Формула управління» (Formula Regiminis), прийнята 1617 року, надавала лицарям право вирішувати, кого визнавати за лицаря. Відтоді «лицарями» називали лише тих шляхтичів, які були зайняті на державній службі.

## Список
- † — вигаслі роди по головній чоловічій лінії.

- Адамович (Adamowitz / Adam) (†)
- Аделінги (Adeling) (†)
- Albedyll
- Alopaeus (†)
- Altenbockum
- Amboten (†)
- Ampach (†)
- Anrep-Elmpt (†)
- Arsenjew
- Ascheberg
- Ascheberg-Kettler (†)
- Ascheberg-Soefdeborg (†)
- Бахи (Bach)
- Bagge af Boo
- Балугянські (Balugjansky) (†)
- Bandemer (†)
- Behr
- Беклешови (Bekleschow) (†)
- Беллінгсгаузени (Bellingshausen) (†)
- Belzig v. Kreutz
- Benckendorff
- Bercken (†)
- Berg a.d.H. Carmel
- Berg a.d.H. Kandel
- Berge
- Berner (†)
- Bienemann von Bienenstamm
- Бірони (Biron)
- Bistram
- Blomberg
- Bodendieck (†)
- Boetticher
- Bohl (†)
- Bolschwing
- Borch (†)
- Borch-Lubeschütz
- Бракелі (Brackel)
- Brasch
- Brevern
- Brincken
- Briskorn (†)
- Brockhausen (†)
- Broel gen. Plater
- Browne-Camus (†)
- Brucken genannt Fock
- Brüggen
- Brueggener (†)
- Brühl (†)
- Bruiningk a. d. H. Hellenorm
- Brunnow (†)
- Buchholtz
- Budberg-Bönninghausen
- Budde (†)
- Buddenbrook (†)
- Büldring-Bilterling
- Bülow (†)
- Бунге (Bunge)
- Buttlar (†)
- Буксгеведени (Buxhoeveden)
- Cancrin (†)
- Castell-Rüdenhausen
- Dansas (†)
- Dermont-Siwicki
- Derschau
- Diebitsch Narten (†)
- Diebitsch-Sabalkansky (†)
- Dönhoff (†)
- Dörper (†)
- Dorthesen
- Drachenfels
- Dreylingk (†)
- Dubelt (†)
- Dücker
- Dühamel (†)
- Düsterlohe
- Eckeln gen. Hülsen (†)
- Ehden (†)
- Elerdt (†)
- Elmendorff (†)
- Elmpt (†)
- Engelhardt
- Essen
- Fink v. Finkenstein
- Finkenaugen (†)
- Фіркси (Fircks)
- Foelckersahm, Voelckersahm
- Fresendorff (†)
- Freytag-Loringhoven
- Fricke (†)
- Fürstenberg (†)
- Funck
- Galan (†)
- Galen gen. Halswig (†)
- Galitzin (†)
- Gantzkow (†)
- Gayl (†)
- Gernet
- Gerschau
- Gerschau-Flotow
- Goes (†)
- Гори (Gohr)
- Головкіни (Golowkin) (†)
- Горчакови (Gortschakow)
- Grandidier
- Greigh
- Гроттгусси (Grotthuß)
- Gruenewaldt
- Haaren
- Hahn
- Hahnebohm (†)
- op dem Hamme gen. von Schoeppingk
- Hanenfeldt (†)
- Harrien (†)
- Haudring
- Helmersen
- Henning (†)
- Heringen (†)
- Heyking
- Hoerner
- Гоффи (Hoff) (†)
- Hohenastenberg genannt Wigandt
- Holstinghausen genannt Holsten
- Holtey
- Говени (Howen)
- Hoyningen-Huene
- Келлери (Keller)
- Kersenbroich (†)
- Кеттлери (Kettler) (†)
- Кайзерлінги (Keyserling)
- Kiewel v. Kiefelstein (†)
- Kisselew (†)
- Klebeck (†)
- Кляйни (Klein) (†)
- Kleist
- Клопманни (Klopmann)
- Klüchtzner
- Knabenau
- Knigge
- Knorre, Knorring
- Коморовські (Komorowski v. Liptau Orawa)
- Königseck (†)
- Königsfels
- Korff Schmysingk gen. Korff
- Koskull
- Krähen (†)
- Krummess
- Kühnrath (†)
- Кутаїсови (Kutaissow)
- Ландсберги (Landsberg)
- Launitz
- Ledebuer (†)
- Лепковські (Lepkowski) (†)
- Lewaschew (†)
- Лівени (Lieven)
- Lilienfeld und Lilienfeld-Toal
- Lode
- Loebel gen. Leubel (†)
- Löwis of Menar
- Людінггаузени-Вольффи (Lüdinghausen genannt Wolff)
- Lysander
- Maltitz (†)
- Мантойффелі (Manteuffel, †)
- Мантойффелі-Цеге (Manteuffel gen. Zoege)
- Maydell
- Медеми (Medem)
- Meerfeldt (†)
- Meerscheidt-Hüllessem
- Meißner (†)
- Mengden
- Mentzel (†)
- Mestmacher (†)
- Meyendorff
- Meyer gen. Rautenfels (†)
- Міхельзони (Michelsohnen) (†)
- Мірбахи (Mirbach)
- Молі (Mohl)
- Мюлени (Mühlen)
- Мюнхгаузени (Münchhausen) (†)
- Münster a. d. H. Pokroy (†)
- Münster a. d. H. Sallensee (†)
- Nagel (†)
- Nesselrode-Ehreshofen (†)
- Nettelhorst
- Neuhoff gen. v. der Ley (†)
- Nolcken
- Nolde
- Nowosilzow (†)
- Oelsen
- Oest gen. Driesen (†)
- Oettingen
- Offenberg
- Оргіси-Рутенберги (Orgies gen. Rutenberg)
- Orlow (†)
- Остени-Закени (Osten gen. Sacken)
- Ovander (†)
- Палени (Pahlen)
- Paskau (†)
- Patkul
- Pfeilitzer gen. Franck (†)
- Piattoli (†)
- Piele gen. Pfeil (†)
- Піпенштоки (Piepenstock) (†)
- Plater-Syberg
- Plettenberg (†)
- Пшездецькі (Przezdziecki)
- Путткамери (Puttkamer) (†)
- Raab gen. Thülen (†)
- Raczyna-Raczynski
- von Rahden
- Rappe (†)
- Rechenberg gen. Linten
- Реке (Recke)
- Rehbinder
- Reibnitz
- Rennenkampff
- Reutern-Nolcken
- Reyer (†)
- Richter
- Ringemuth (†)
- Roenne
- Römer
- Ropp
- Rosen a. d. H. Hochrosen
- Rosenberg
- Rüdiger
- Rummel
- Rump (†)
- Saltza, Salza
- Samson-Himmelstjerna
- Saß
- Sayn-Wittgenstein-Berleburg (†)
- Schaffhausen (†)
- Scheinvogel
- Schelking (†)
- Schenking (†)
- Schierstädt (†)
- Schilling
- Schilling v. Schillingshof (†)
- Schlippenbach
- Schlippenbach-Skoefde
- Scholtz (†)
- Schroeders a.d.H. Zohden
- Schulte (†)
- Schwaben (†)
- Schwartzhoff (†)
- Schwerin (†)
- Seefeld
- Seßwegen gen. Guldenbogen
- Simolin
- Sivers a. d. H. Euseküll
- Stackelberg
- Stanecke (†)
- Steinrath (†)
- Stempel
- Stichhorst (†)
- Stieglitz (†)
- Streithorst (†)
- Stromberg
- Syberg zu Wischling (†)
- Таубе (Taube)
- Thor-Haken (†)
- Tideböhl (†)
- Tiedewitz (†)
- Tiesenhausen
- Timroth
- Tinnen (†)
- Tippelskirch (†)
- Tolck gen. Engel (†)
- Torck (†)
- Tornauw
- Totleben (†)
- Trankwitz (†)
- Treyden (†)
- Trompowski
- Troschtschinsky (†)
- Trotta gen. Treyden (†)
- Tryzna gen. Karp (†)
- Tyszkiewicz (†)
- Uexküll
- Uexküll-Güldenband
- Ungern-Sternberg
- Vietinghoff-Scheel
- Vischer (†)
- Wahl
- Wahlen (†)
- Walden (†)
- Walther
- Walther-Wittenheim
- Walujew (†)
- Warden (†)
- Wassiltschikow
- Weiß a. d. H. Assern (†)
- Wenge gen. Lambsdorff
- Wessel (†)
- Wettberg (†)
- Wildemann
- Witte v. Wittenheim (†)
- Witten
- Волконські (Wolkonski)
- Wolski
- Woronzow (†)
- Wrangell
- Wrschowetz-Sekerka u. Sedschütz (†)
- Württemberg (†)

## Таблиця
| Назва                 | Назва                          | Матрикул       | Клас   | №  | Звання   |
| --------------------- | ------------------------------ | -------------- | ------ | -- | -------- |
| Реки                  | von der Reck                   | 17 жовтня 1620 | І клас | 1) | фрайгери |
| Мантойффелі           | von Manteuffel gennant Szoege  | 17 жовтня 1620 | І клас | 2) | фрайгери |
| Фіркси                | von Fircks                     | 17 жовтня 1620 | І клас | 3) | фрайгери |
| Гроттгусси            | von Grotthuß                   | 17 жовтня 1620 | І клас | 4) | фрайгери |
| Людінггаузени-Вольффи | von Ludinghausen gennant Wolff | 17 жовтня 1620 | І клас | 5) | фрайгери |
| Остени-Закени         | von Osten gennant Sacken       | 17 жовтня 1620 | І клас | 6) | фрайгери |